# Mary Creagh
Mary Helen Creagh, född 2 december 1967 i Coventry i Warwickshire, är en brittisk politiker (Labour). Hon var ledamot av underhuset för Wakefield mellan 2005 och 2019.